# Hypomyces sympodiophorus
Hypomyces sympodiophorus är en svampart som beskrevs av Rogerson & Samuels 1993. Hypomyces sympodiophorus ingår i släktet Hypomyces och familjen Hypocreaceae.   Inga underarter finns listade i Catalogue of Life.